# Ectropis vaga
Ectropis vaga är en fjärilsart som beskrevs av Paul Dognin 1895. Ectropis vaga ingår i släktet Ectropis och familjen mätare. Inga underarter finns listade i Catalogue of Life.